# Roodetilsterpolder
De Roodetilsterpolder (ook: Roodetilstermolenpolder) is een voormalig waterschap in de Nederlandse provincie Groningen.
Het schap lag ten zuidoosten van Noordbroek. De noordgrens lag bij de Scheemderstraat, de oostgrens bij de grens tussen de gemeenten Menterwolde en Oldambt, de zuidgrens lag iets ten noorden ven de Klingeweg en de westgrens ten westen van bebouwing van Uiterburen. De molen stond bij de Roodetil en sloeg uit op het Buiten Nieuwediep.
Waterstaatkundig gezien ligt het gebied sinds 2000 binnen dat van het waterschap Hunze en Aa's.

## Naam
Het schap is genoemd naar de Roodetil, de brug (til) over het Buiten Nieuwediep in de Scheemderstraat.